# Pseudenaria fairmairei
Pseudenaria fairmairei är en skalbaggsart som beskrevs av Dewailly 1950. Pseudenaria fairmairei ingår i släktet Pseudenaria och familjen Melolonthidae. Inga underarter finns listade i Catalogue of Life.